# 三好不動産
株式会社三好不動産（みよしふどうさん）は、福岡県福岡市中央区に本社を置く不動産会社。
2024年10月現在、福岡市とその近郊で45,028戸の賃貸物件を管理する。
賃貸管理、賃貸仲介、テナント仲介、売買仲介、不動産有効活用・資産運用のコンサルティングなどの業務を行う総合不動産企業であり、近年では東京などの首都圏にも進出している。
三好不動産の賃貸仲介店舗は、現在福岡市近郊で15店舗を運営している。

## 特徴
福岡創業の地元の老舗企業。賃貸仲介件数・賃貸住宅管理戸数など九州でも上位の実績がある。
戦後の不動産管理業を全国に先駆けて取り組み、その普及に努めた企業として知られている。現在でも、多数の業界団体（公益社団法人 全国賃貸住宅経営者協会連合会、公益財団法人 日本賃貸住宅管理協会 等）で代表取締役社長の三好修が理事を務めており、不動産業界の健全化に貢献している。

## 沿革
- 1949年（昭和24年）- 三好茂一が糟屋郡宇美町に三好質店を創業
- 1951年（昭和26年）- 株式会社三好商店創立
- 1952年（昭和27年）- 株式会社三好商店唐人店開設
- 1953年（昭和28年）- 株式会社三好商店吉塚店開設（質屋）
- 1955年（昭和30年）
  - 三好茂一が唐人町にて不動産業を開始
  - 株式会社三好商店堅粕店開設
- 1963年（昭和38年） - 株式会社三好商店吉塚店開設（不動産専業）
- 1965年（昭和40年）- 株式会社三好商店天神店開設
- 1967年（昭和42年）- 株式会社三好不動産に改称
- 1984年（昭和59年）- 姪浜店開設
- 1985年（昭和60年）- 南福岡店開設
- 1986年（昭和61年）
  - 博多駅前店開設
  - 三好勉会長就任
  - 三好寛社長就任
- 1989年（平成元年）- 賃貸物件管理戸数10,000戸突破
- 1993年（平成5年）- 会長・三好勉が黄綬褒章を受章
- 1998年（平成10年）
  - 三好修社長就任
  - 三好孝一副社長就任
- 2000年（平成12年）- 福岡市中央区今川に新社屋完成
- 2002年（平成14年）- 賃貸物件管理戸数20,000戸突破
- 2009年（平成21年）- 横浜支店開設
- 2011年（平成23年）
  - 天神本店開設
  - 中国上海事務所開設
- 2012年（平成24年）- 社長・三好修が黄綬褒章を受章[4]
- 2014年（平成26年）- 福岡証券ビル１Fに「天神サロン」開設
- 2015年（平成27年）- 九州大学伊都キャンパス近くに「九州大学前学生寮」オープン
- 2016年（平成28年）
  - 賃貸物件管理戸数30,000戸突破
  - 東京支店開設
  - 香港連絡所開設
  - サービス付き高齢者向け住宅「スリースマイル秋桜」を熊本に開設
- 2017年（平成29年）
  - 神奈川県横浜市に貸し会議室「MYS」を開設
  - カンボジアに「矢野孝介メモリアルCMCホップイ三好小学校」落成[5]
  - 「PRIDE指標2017」で最高評価のゴールドを受賞[6]
- 2018年（平成30年）- 副社長・三好孝一が黄綬褒章を受章[7]
- 2019年（平成31年・令和元年）
  - 本社別館を建て替えオープン
  - オリコンが調査する「賃貸情報店舗 九州・沖縄」ランキングで3年連続1位を受賞[8]
- 2020年（令和02年）- 経済産業省「健康経営優良法人2020」認定[9]
- 2021年（令和03年）- 経済産業省「健康経営優良法人2021」認定[10]
  - とまり木オフィス「天神パーチ」始動
  - スマイルプラザ香椎店、千早店を移転統合し「三好不動産 香椎店」として開設
  - 大規模宅地開発事業に参入「プライムタウン オーサム篠栗駅」
  - 社会福祉法人三幸を熊本県合志市に設立
  - 社会福祉法人三幸が就労継続支援A型事業所「YORISOI」を熊本県合志市に開所

- 2022年（令和04年）- 九州では初となる信託会社「三好スマイル信託株式会社」を設立
  - シェアハウス事業に参入し「TOKYO β」の運営パートナーに
  - フェリクス吉塚竣工・吉塚支店開設
  - 社宅営業室 博多パーチ開設

- 2023年（令和05年）- 不動産エージェント会社「三好エージェントトラスト株式会社」を設立
- 2024年（令和06年）- 南福岡店、春日原店を統合し「三好不動産 春日原店」として開設
  - いい部屋ネット天神店開設

## 事業所
- 本社 - 福岡県福岡市中央区今川1丁目1-1
- 本社別館 - 福岡県福岡市中央区黒門8-2
- 天神本店 - 福岡県福岡市中央区天神2丁目14-2-8F
- 三好不動産天神サロン - 福岡県福岡市中央区天神2丁目14-2-1F
- 東京支店 - 東京都港区新橋2丁目6-1-2F
- 吉塚支店 - 福岡県福岡市博多区吉塚2丁目1-10
- 賃貸仲介店舗 - 唐人店、天神店、天神西通り店、博多駅前店、博多駅筑紫口店、吉塚店、香椎店、大橋店、姪浜駅北口店、九大学研都市駅前店、九州大学前店、別府店、西新店、春日原店、いい部屋ネット天神店
- 住宅流通事業部 - 天神本店売買センター、唐人売買センター、吉塚売買センター、姪浜売買センター、三好不動産天神サロン

## テレビCM
- 2012年1月　「住み替えのじゅもん」として「ザプライル　スマスマ」というフレーズを取り入れたCMを放送
- 2012年12月以降　三好不動産のロゴであるゾウのマークをモチーフにした親子ゾウが博多弁で掛け合うCMを放送
- 2017年10月　三好不動産のために藤井フミヤが作った楽曲『フラワー』を使ったイメージCMを公開